# Llista d'aeroports de l'Uruguai
Llista d'aeroports de l'Uruguai, classificats per ciutat:

## Llista
| Image | OACI | IATA | Nom de l'aeroport                                 | Ciutat                 |
|       | SUAG | ATI  | Aeroport d'Artigas                                | Artigas                |
|       | SULO |      | Aeroport de Carmelo                               | Carmelo                |
|       | SUCA | CYR  | Aeroport de Colonia                               | Colonia del Sacramento |
|       | SUDU | DZO  | Aeroport Internacional Santa Bernardina           | Durazno                |
|       | SULS | PDP  | Aeroport Internacional Capitán Corbeta CA Curbelo | Maldonado              |
|       | SUMO | MLZ  | Aeroport de Cerro Largo                           | Melo                   |
|       | SUME |      | Aeroport Internacional R. Detomasi                | Mercedes               |
|       | SUAA |      | Aeroport Internacional Ángel Adami                | Montevideo             |
|       | SUMU | MVD  | Aeroport Internacional de Carrasco                | Montevideo             |
|       | SUPU | PDU  | Aeroport de Paysandú                              | Paysandú               |
|       | SUPE | PDP  | Aeroport Internacional El Jaguel                  | Punta del Este         |
|       | SURV | RVY  | Aeroport Internacional de Rivera                  | Rivera                 |
|       | SUSO | STY  | Aeroport de Salto                                 | Salto                  |
|       | SUTB | TAB  | Aeroport de Tacuarembó                            | Tacuarembó             |
|       | SUTR | TYT  | Aeroport de Treinta y Tres                        | Treinta y Tres         |
|       | SUVO | VCH  | Aeroport de Vichadero                             | Vichadero              |